# حیدر (فیلم ۱۳۵۰)
حیدر فیلمی به کارگردانی مهدی ژورک و نویسندگی سیروس الوند و فریدون گله محصول سال ۱۳۵۰ ایران است.

## خلاصه داستان
غلام در یک درگیری عباس، برادر اقدس را می‌کشد و قتل را به گردن رحمت می‌اندازد. اقدس به دنبال مردی می‌گردد که انتقام برادرش را از رحمت بگیرد.

## بازیگران
- رضا بیک ایمانوردی
- فروزان
- بهمن مفید
- حسین گیل